# Weiltingen
Weiltingen är en köping (Markt) i Landkreis Ansbach i Regierungsbezirk Mittelfranken i förbundslandet Bayern i Tyskland.
Köpingen ingår i kommunalförbundet Wilburgstetten  tillsammans med kommunerna Mönchsroth och Wilburgstetten.